# Theridion costaricaense
Theridion costaricaense är en spindelart som beskrevs av Claude Lévi 1963. Theridion costaricaense ingår i släktet Theridion och familjen klotspindlar. Inga underarter finns listade i Catalogue of Life.